# Ideología política de Lucas Alamán
Lucas Alamán (1792-1853) es considerado como “el padre del conservadurismo mexicano”, al haber sido el principal forjador de la ideología del Partido Conservador, así como uno de sus fundadores en 1849. 

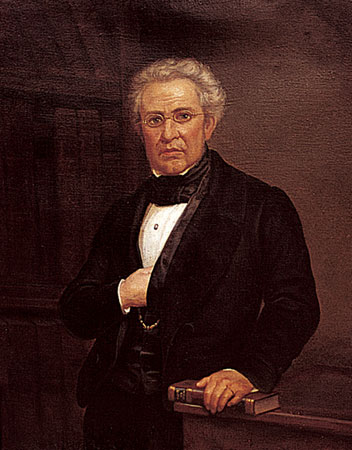
El Conservador Lucas Alamán luchó, entre otras cosas, por la industrialización de México y por preservar su territorio.

## Influencias
Habiendo nacido en el seno de una familia acomodada, Alamán aprovechó esta situación para instruirse ampliamente en diversas áreas del conocimiento y dejarse influir por distintas, y a veces contradictorias, corrientes ideológicas.  Así, viajó por Europa de 1814 a 1820, donde tuvo la oportunidad de presenciar los años iniciales de la primera constitución liberal europea, la Constitución de Cádiz de 1812, y de conocer a pensadores políticos franceses de la talla de Benjamin Constant de Rebecque, creador de la teoría de la libertad, y de François-René de Chateaubriand, fundador del romanticismo en la literatura. Más tarde, en 1821, participó como diputado de la provincia de Guanajuato en las Cortes del Trienio Liberal en España, en donde pudo darse cuenta por su propia experiencia, de los efectos revolucionarios que había tenido la doctrina de la Revolución Francesa, entre ellos, el surgimiento de un espíritu anticlerical y antirreligioso.
Dos corrientes que más influyeron en el pensamiento político de Lucas Alamán fueron las de dos pensadores ya desaparecidos en su tiempo: Edmund Burke y Jacobo Benigno Bossuet. Burke, padre del liberalismo-conservadurismo británico, era partidario de la política pragmática, criticó a la Revolución Francesa y a las nociones democráticas de Rousseau. Asimismo, Alamán en muchas ocasiones recogió el pensamiento de Bossuet, quien planteó como verdad esencial que el poder político viene siempre de Dios, que los gobiernos civiles derivan de Dios su legitimidad y además, consideró a la monarquía como la forma de gobierno más común, la más antigua y la más natural.

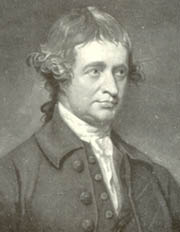
Edmund Burke, padre del liberalismo-conservadurismo inglés. Su pensamiento fue una gran influencia en la ideología de Lucas Alamán.

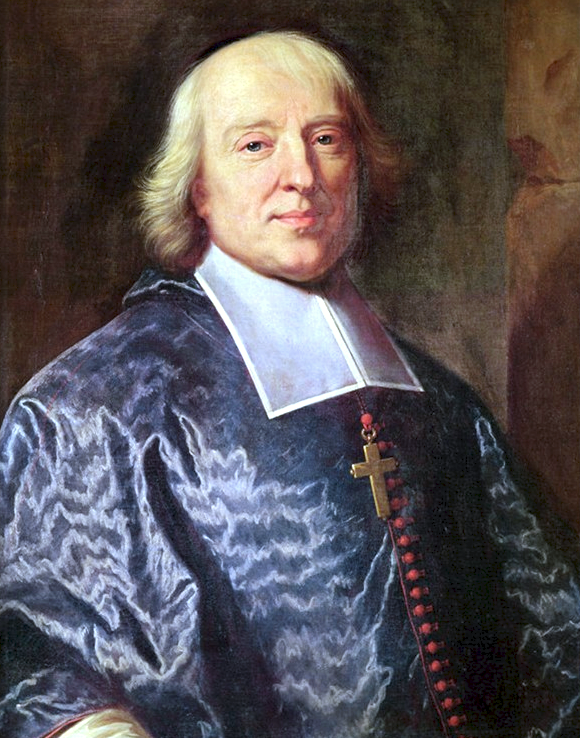
Retrato de Hyacinthe Rigaud. Bossuet, tutor de Luis XIV, fue otra gran influencia en el pensamiento de Lucas Alamán.

## Pensamiento durante su juventud
Durante su juventud, Alamán tuvo una moderada tendencia liberal, así como lo muestra su estancia en España como miembro de las Cortes en 1821. Aquí, Alamán -con apenas 29 años de edad- redactó la exposición presentada por los diputados novohispanos, que sostenía la independencia relativa de los virreinatos americanos bajo la tutela de la Corona Española. Se proponía que tres infantes de la familia real española ocuparían los tronos de México, Perú y Nueva Granada, y que el Rey de España fuera el Emperador. Posteriormente, al escribir su Historia de México desde los primeros movimientos que prepararon su independencia en el año de 1808 hasta la época presente, consideró a dichas proposiciones como producto del “fuego de juventud y de una imaginación viva.”

## Pensamiento durante su madurez

### Sobre la independencia de México
En sus Disertaciones sobre la Historia de la República Mexicana (1844-1849), Alamán muestra lo inevitable del descubrimiento de América y considera benéfica la obra de los conquistadores, particularmente la de Hernán Cortés, por ser portadores de la civilización y traer la “verdadera religión” a estas tierras, gracias a lo cual se logró la unidad de la nación.
La concepción negativa que Alamán tuvo miedo  sobre la independencia de México fue resultado del impacto directo que sufrieron él, su familia y los de su clase por los excesos de la revolución social desatada por Hidalgo en Guanajuato, agravada por la situación de inestabilidad política y bancarrota económica que se continuó durante toda la primera mitad del siglo XIX. 
Alamán comprendía el movimiento armado, sin embargo lo reprobó al considerar que la guerra se había prolongado ya por mucho tiempo, sin ningún fruto. Fue partidario de una independencia pacífica -como lo fueron los criollos liberales de 1808- que no afectara a la economía ni a las clases sociales, y nunca aceptó que ésta fuera imposible, ni vio la necesidad del caos social. Reprobó a la revolución precisamente por popular y violenta:

...reunión monstruosa de la religión con el asesinato y el saqueo, grito de muerte y de desolación, que habiéndolo oído mil y mil veces en los primeros años de mi juventud resuena todavía en mis oídos con un eco pavoroso.
Historia de México desde los primeros movimientos que prepararon su independencia en el año de 1808 hasta la época presente, Lucás Alamán

Su principal crítica a Hidalgo fue la falta de un programa predeterminado para llevar a cabo la independencia, su desorden, y la violencia que desató, actos todos ellos debidos a su “gran irresponsabilidad” al precipitar a la sociedad por el abismo de una lucha violenta que destruyó al país, de ahí lo difícil de su reconstrucción.

### Crítica al liberalismo y defensa del conservadurismo
Nosotros nos llamamos conservadores. ¿Sabéis por qué? Porque queremos primeramente conservar la débil vida que le queda a esta pobre sociedad, a quien habéis herido de muerte; y después devolverle el vigor y la lozanía que puede y debe tener y que vosotros le arrebatasteis, que nosotros le devolveremos. ¿Lo oís? Nosotros somos conservadores, porque no queremos que siga adelante el despojo que hicisteis, despojasteis a nuestra patria de su nacionalidad, de sus virtudes, de sus riquezas, de su valor, de su fuerza, de sus esperanzas… Nosotros queremos devolvérselas, por eso somos conservadores.
El Universal, Lucas Alamán

Como ya se mencionó, Lucas Alamán fue el fundador y principal organizador del Partido Conservador en México. 
Los conservadores se opusieron al régimen federalista con independencia y autonomía de los Estados de la Federación; a la igualdad política; al sufragio universal; al establecimiento de la tolerancia religiosa y la extinción de los privilegios de las clases sociales superiores, el clero y la milicia; así como a la confiscación de los bienes de la Iglesia. 
Alamán fue contrario al federalismo y promotor del Supremo Poder Conservador establecido por las Siete Leyes o constitución centralista de 1836. Al ver fracasar los diversos intentos de organización republicana simpatizó con la monarquía. El último gobierno en el que participó fue en 1853 en la dictadura de Santa Anna, ya que era partidario del orden para lograr la estabilidad política y el desarrollo del país.

División política de la República Centralista de México a partir de las Siete Leyes. Alamán fue partidario de conservar el territorio nacional a toda costa y se opuso a la colonización estadounidense de Texas.

Se mostró a favor de un gobierno central fuerte que se sustentara en la representatividad de los ayuntamientos, y en el que la participación política estuviera limitada a las clases privilegiadas. Los Ayuntamientos, al representar la más tradicional de las instituciones, constituían la base institucional de la estructura política y administrativa centralista que él apoyaba, postulando “una república central con cierta amplitud de facultades en las provincias, divididas éstas en territorios más pequeños, para poder hacer el bien local sin los inconvenientes de las soberanías de los estados.” Consideró que México había adoptando el federalismo imitando a otros países sin tomar en cuenta las condiciones propias de la nación, lo cual había provocado consecuencias adversas debido a que las autoridades generales no contaban con la suficiente fuerza para hacerse obedecer por los Estados, los cuales al contar con demasiada autonomía, habían impedido la consolidación de la hacienda, el ejército y la identidad nacional. También pensaba que la Federación había provocado rivalidades innecesarias entre los Estados.
Así, según los antecedentes históricos, consideró que lo más adecuado para el país era establecer una monarquía moderada constitucional. De acuerdo con esto, era necesario establecer un poder superior a todos, un gobierno que se mostrara fuerte y estable, con miras hacia dos objetivos: el primero de ellos, emanar confianza hacia el exterior para así poder prevenir la conquista territorial e intelectual que se veía venir por parte de los Estados Unidos de América y garantizar la unidad de la nación alrededor del gobierno para protegerla cuando fuera necesario. El segundo, para proteger a los más débiles, pues Alamán consideraba que la población se encontraba naturalmente dividida y de no contar con un poder supremo que procurara por igual el bien y la prosperidad de cada una, las clases predominantes oprimirían a las débiles (los indios, en este caso). Es por lo anterior que Alamán defiende el plan de Iguala de Agustín de Iturbide: 

Este mal (la vulnerabilidad a causa de la división del país) …es el que Iturbide quiso prevenir, dando a la nación, desde el principio de su existencia, un gobierno vigoroso, único capaz de salvarla en el contraste de tan encontrados intereses, y el solo que podría reunirla alrededor de una bandera en los momentos en que la unidad es más necesaria, para oponer una resistencia invencible en el caso de un público peligro.
Historia de México desde los primeros movimientos que prepararon su independencia en el año de 1808 hasta la época presente, Lucas Alamán

Alamán estuvo en contra de todo lo que se llamara “elección popular” al considerar que el pueblo carecía de educación civil y no tenía una opinión formada. Asimismo, pensaba que en el estado actual de las cosas, las elecciones populares a nada conducían ya que no se respetaba la libertad del pueblo, pues al final eran las propias autoridades quienes nombraban electos a quienes más les convenían. Así, de continuar con este sistema, Alamán consideró que se seguirían arrastrando los vicios propios del sistema representativo, tales como la corrupción, el aspirantismo y la ambición.
Por último, se mantuvo a favor de la preponderancia del catolicismo por considerarla “el único lazo de unión que queda a los mexicanos cuando todos los demás han sido rotos”, por lo cual se debían respetar los bienes eclesiásticos, así como todas las prerrogativas y privilegios de los ministros de la Iglesia.